# Pasaporte mundial

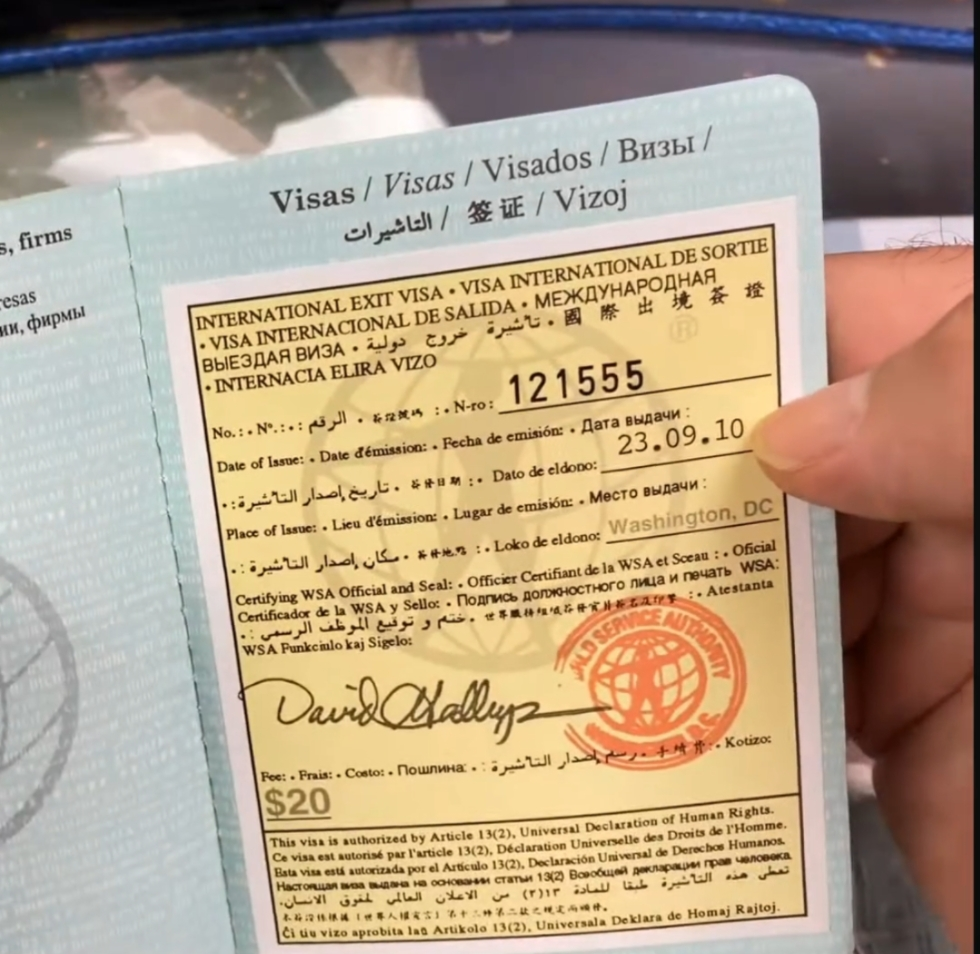
Visa internacional de la WSA

El Pasaporte Mundial es un documento emitido por la World Service Authority (WSA), una organización sin ánimo de lucro fundada por Garry Davis en 1954.

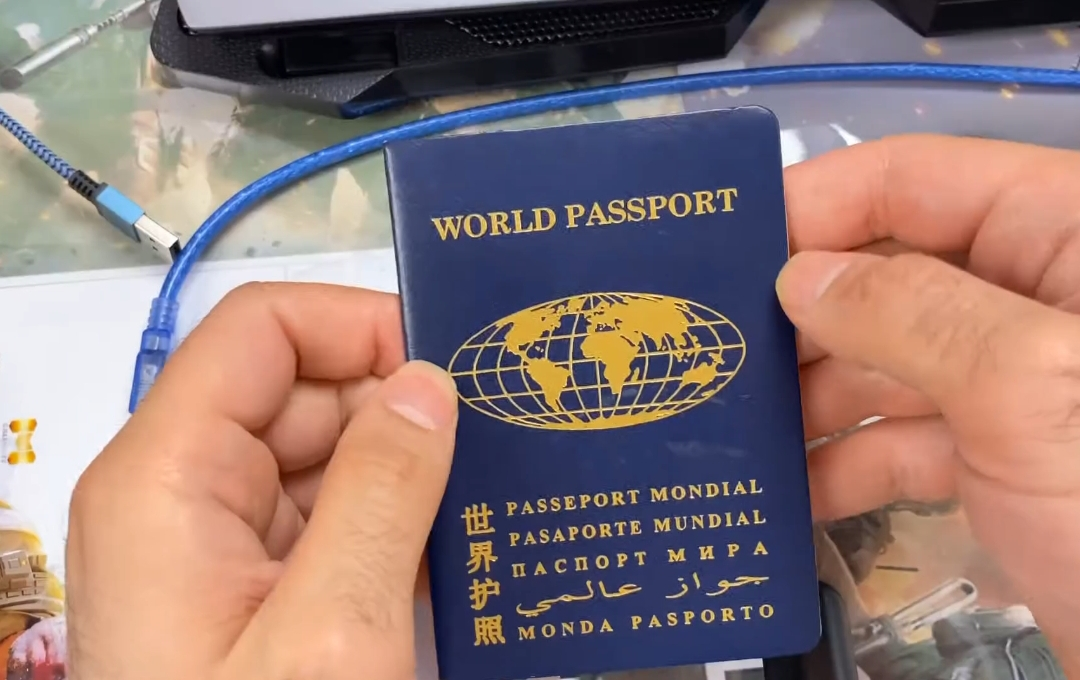
Cubierta del pasaporte mundial

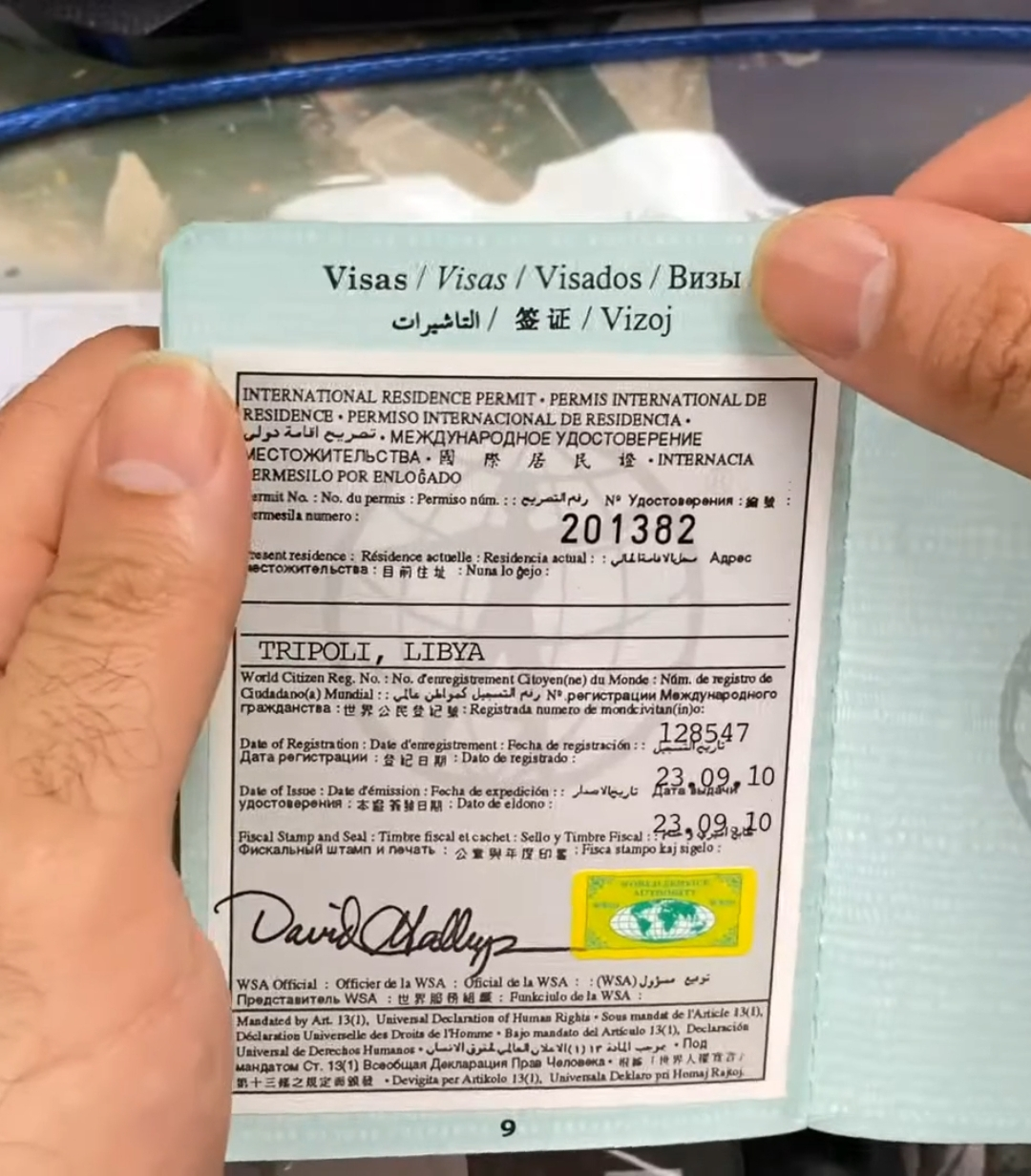
Residencia permanente mundial

El pasaporte mundial es un documento que te reconoce como ciudadano del mundo así reclamar tu derecho de viajar y vivir en cualquier parte del mundo como seres humanos que somos  basándose en el artículo 13 (2) de la declaración universal de los derechos humanos que especifica que  Toda persona tiene derecho a salir de cualquier país, incluso del propio, y a regresar a su país.
El pasaporte fue usado principalmente para ayudar a personas sin identidad cuánto acabó la Segunda Guerra Mundial y a refugiados que no podían acceder a la documentación de su país de origen

## Aspecto y cargos por emisión

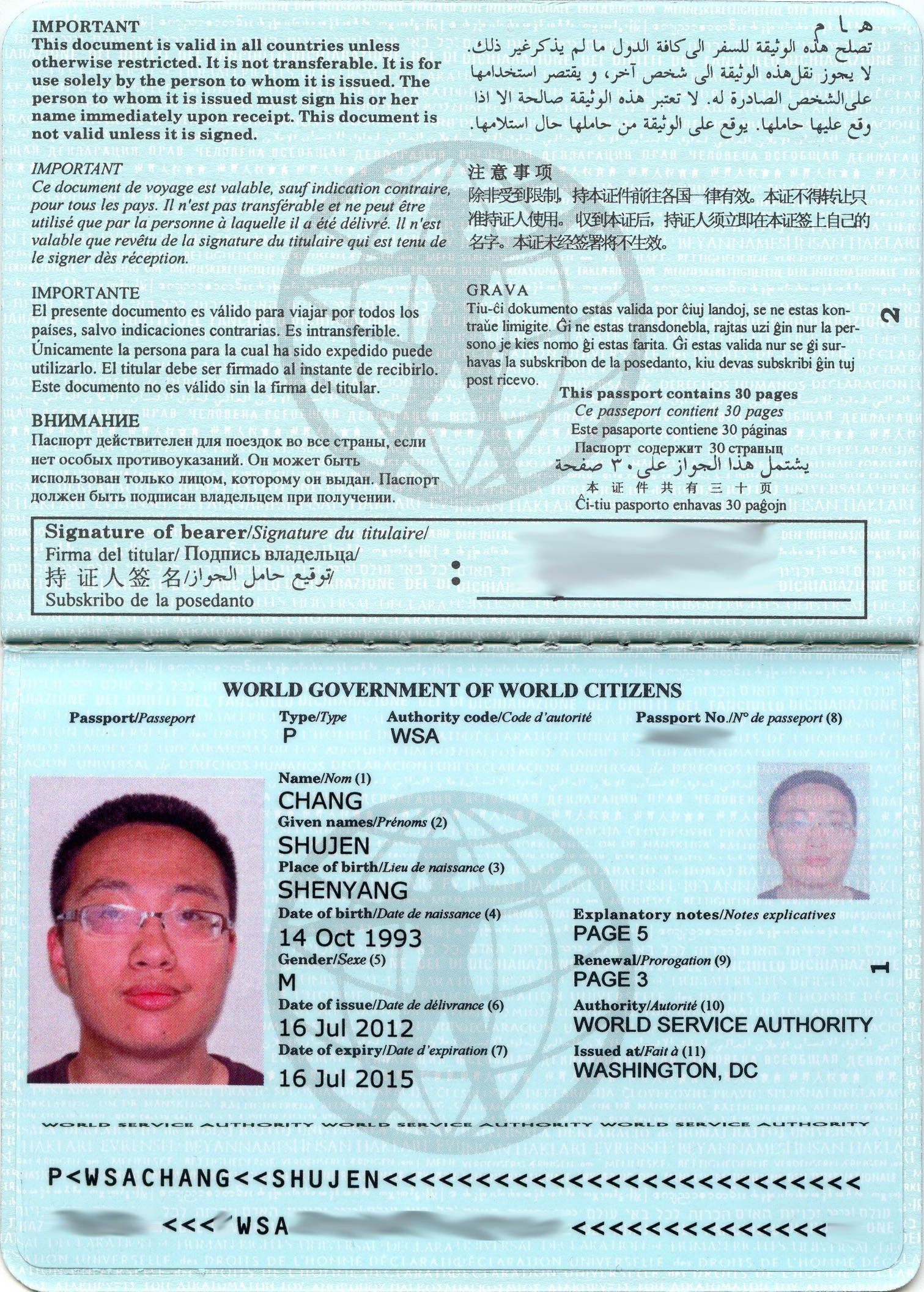
Página de datos del Pasaporte Mundial.

El Pasaporte Mundial es similar en aspecto a un pasaporte nacional u otro documento de viaje. De hecho, el aspecto es tan cercano que en 1974 un caso criminal estuvo alojado contra Garry Davis en Francia con respecto a su emisión de Pasaportes Mundiales. En 1979, el Pasaporte Mundial era un documento de 42 páginas, con una cubierta azul oscura, y texto en inglés, francés, español, ruso, árabe, chino, y esperanto. Contiene una sección de cinco páginas para historia médica y una sección de seis páginas para listar las afiliaciones a organizaciones, cuerpos diplomáticos, empresas, etc. El coste de emisión de entonces era 32 dólares y la validez del pasaporte era de tres años con la posibilidad de extender la validez por otros dos años.
La última edición del pasaporte mundial fue emitida en enero de 2007. Tiene una imagen de seguridad incrustada, cubierta con una película plástica. Su página de datos imita el formato de un pasaporte legible por medio de máquinas, con un código de barras alfanumérico en una zona específica (MRZ) que debe ser escaneada por el lector óptico de la máquina. Sin embargo, en lugar de usar un código ISO 3166-1 alpha-3 válido en la MRZ para los campos de "Emisor" y "Nacionalidad", el pasaporte utiliza el acrónimo no estándar "WSA". Según el WSA, la versión más tardía del Pasaporte Mundial fue presentada ante la Organización de Aviación Civil Internacional. Según el sitio web de la WSA, el coste de aplicación es $45 para un documento de tres años, $75 para un documento de cinco años, y $100 para un documento de ocho años. Un "Pasaporte de Donador Mundial" válido por quince años con una cubierta especial es emitido por una donación de al menos $400 la cual, según el WSA, se usa para expedir documentos gratuitamente para refugiados y personas apátridas.
La persona solicitante del pasaporte mundial necesita proporcionar junto con la aplicación, pruebas de su identidad, una certificación notarial que contenga los datos del formulario del pasaporte, una copia de sus documentos nacionales de identidad o una huella digital del dedo índice derecho.

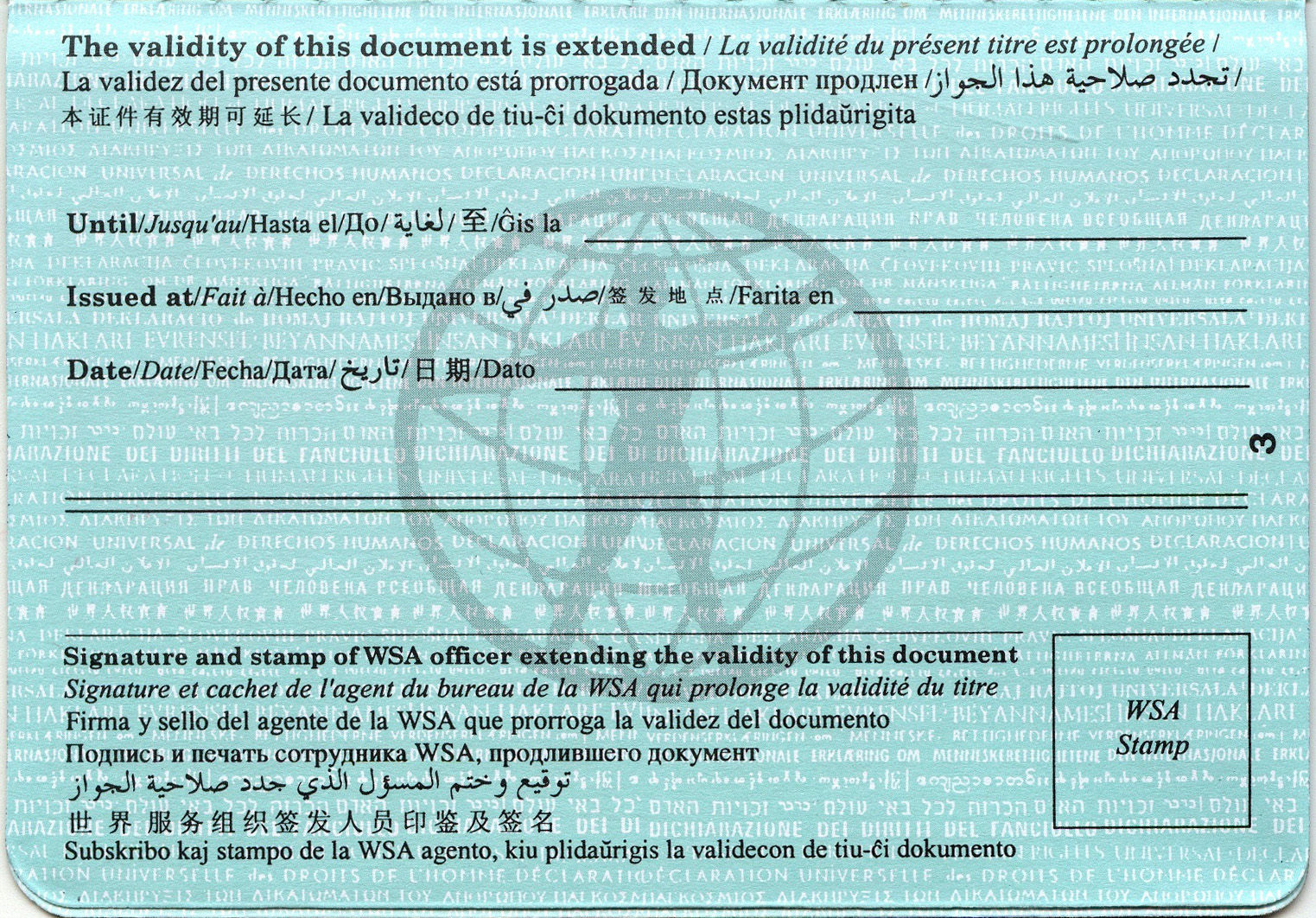
Página de renovaciones
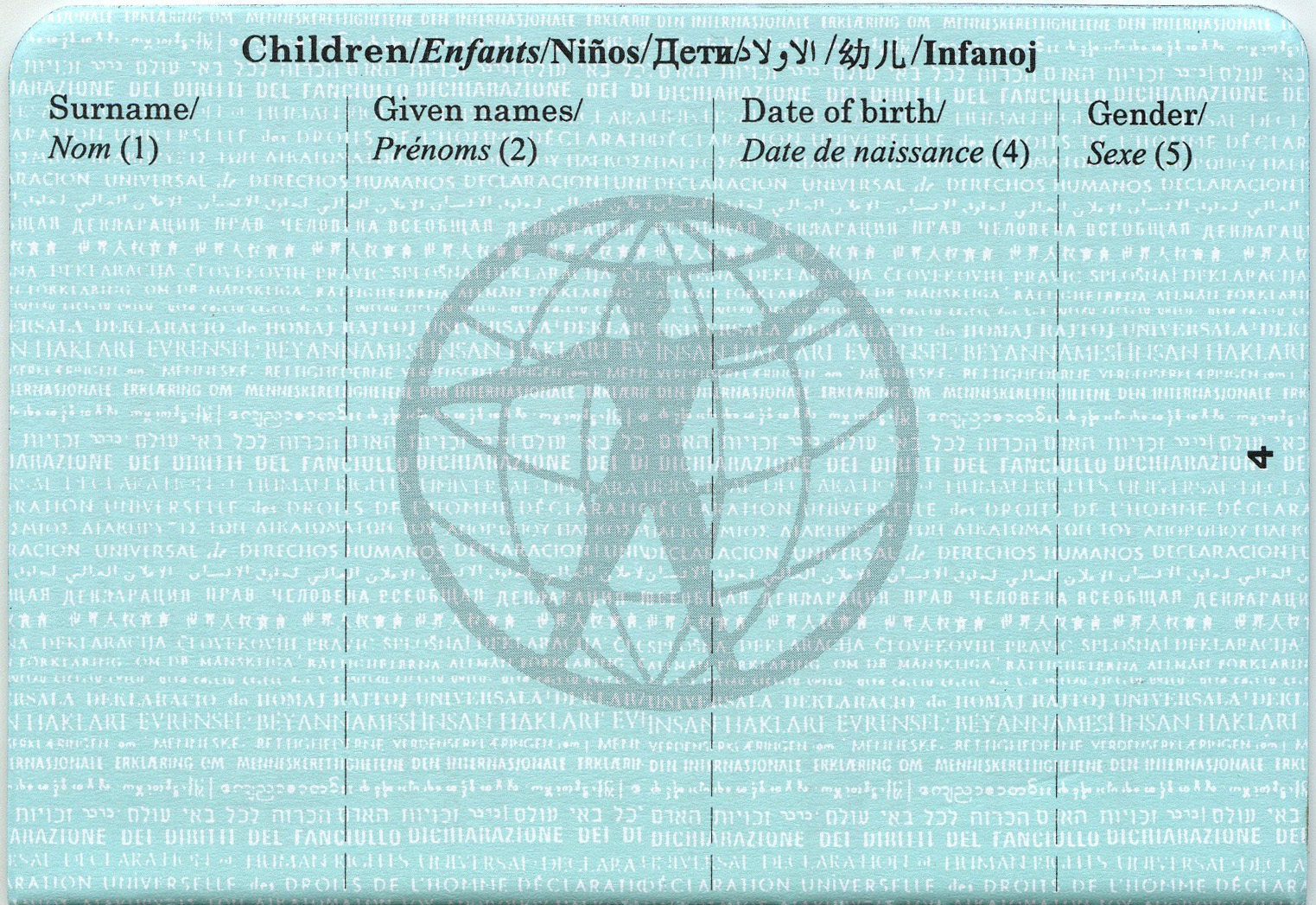
Página de información sobre niños
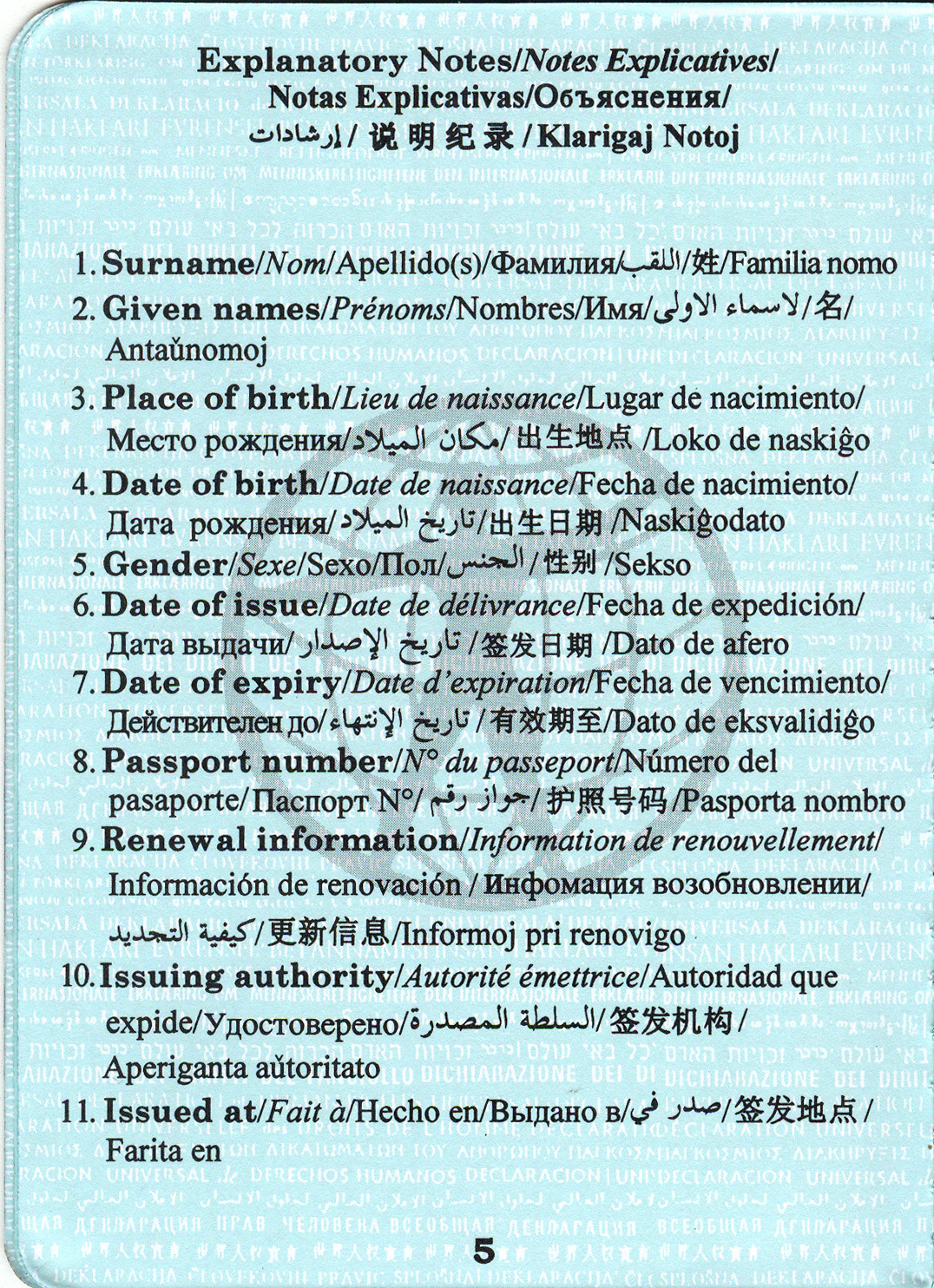
Notas.
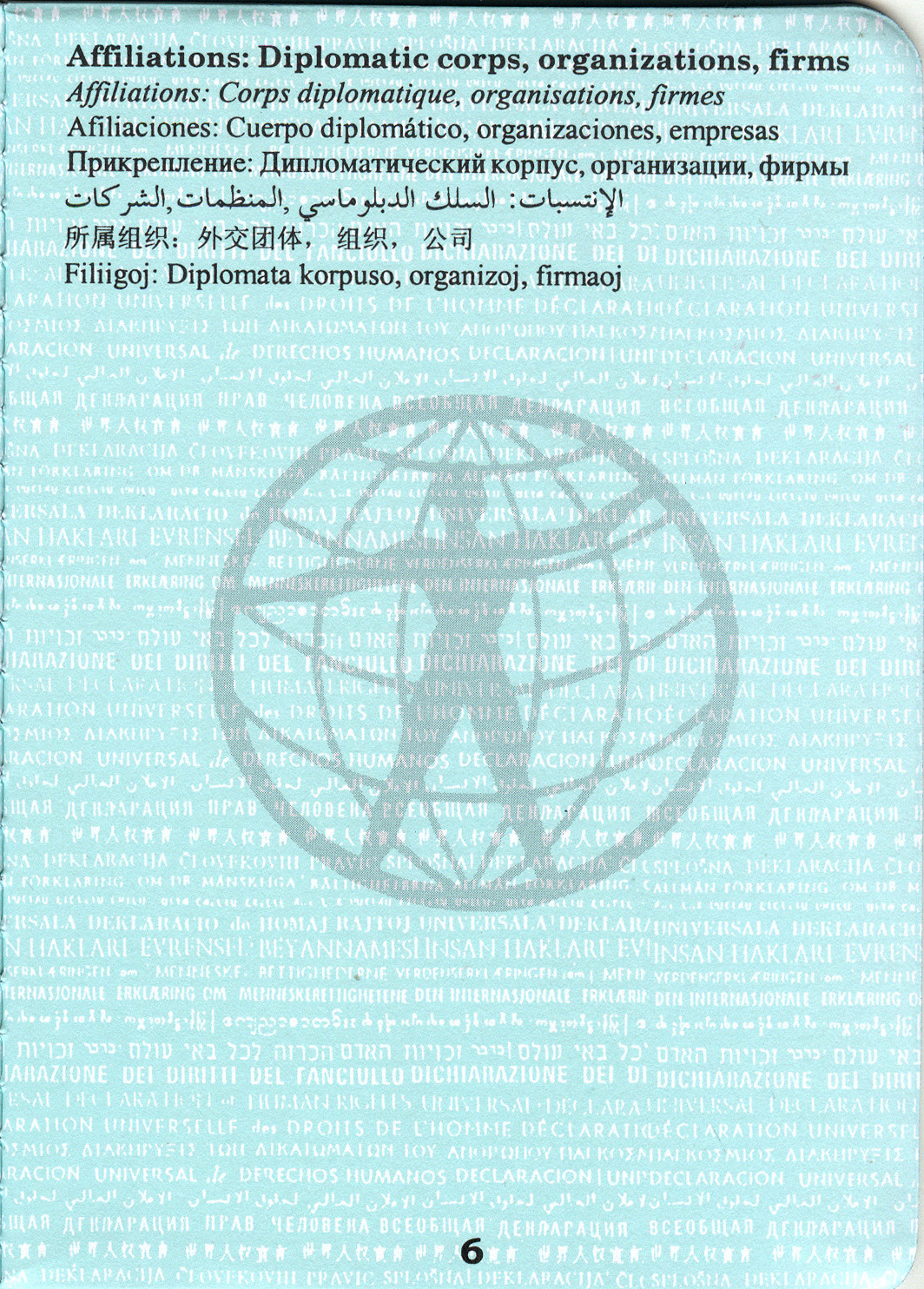
Página de información sobre afiliaciones a organizaciones.
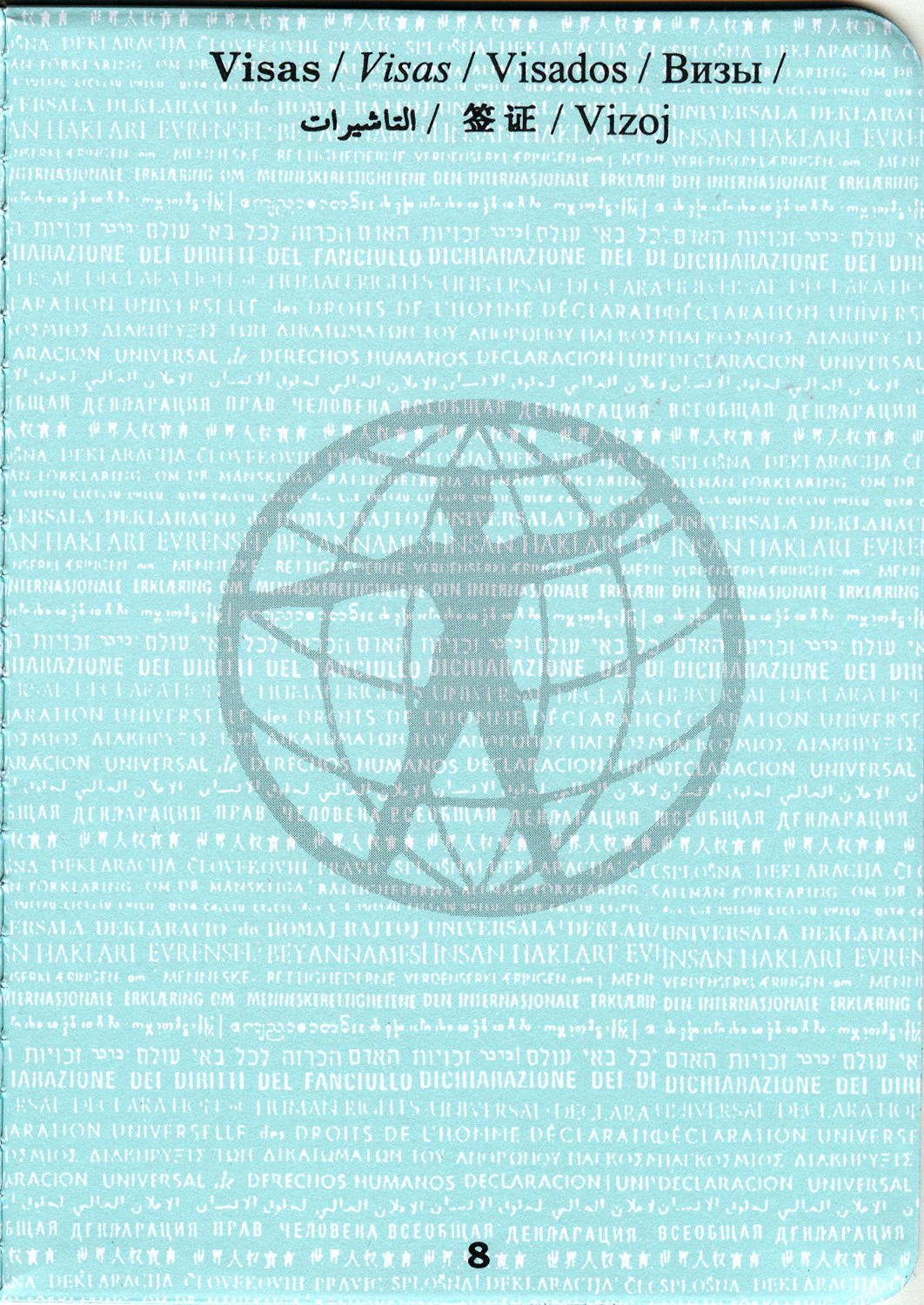
Página de visados.
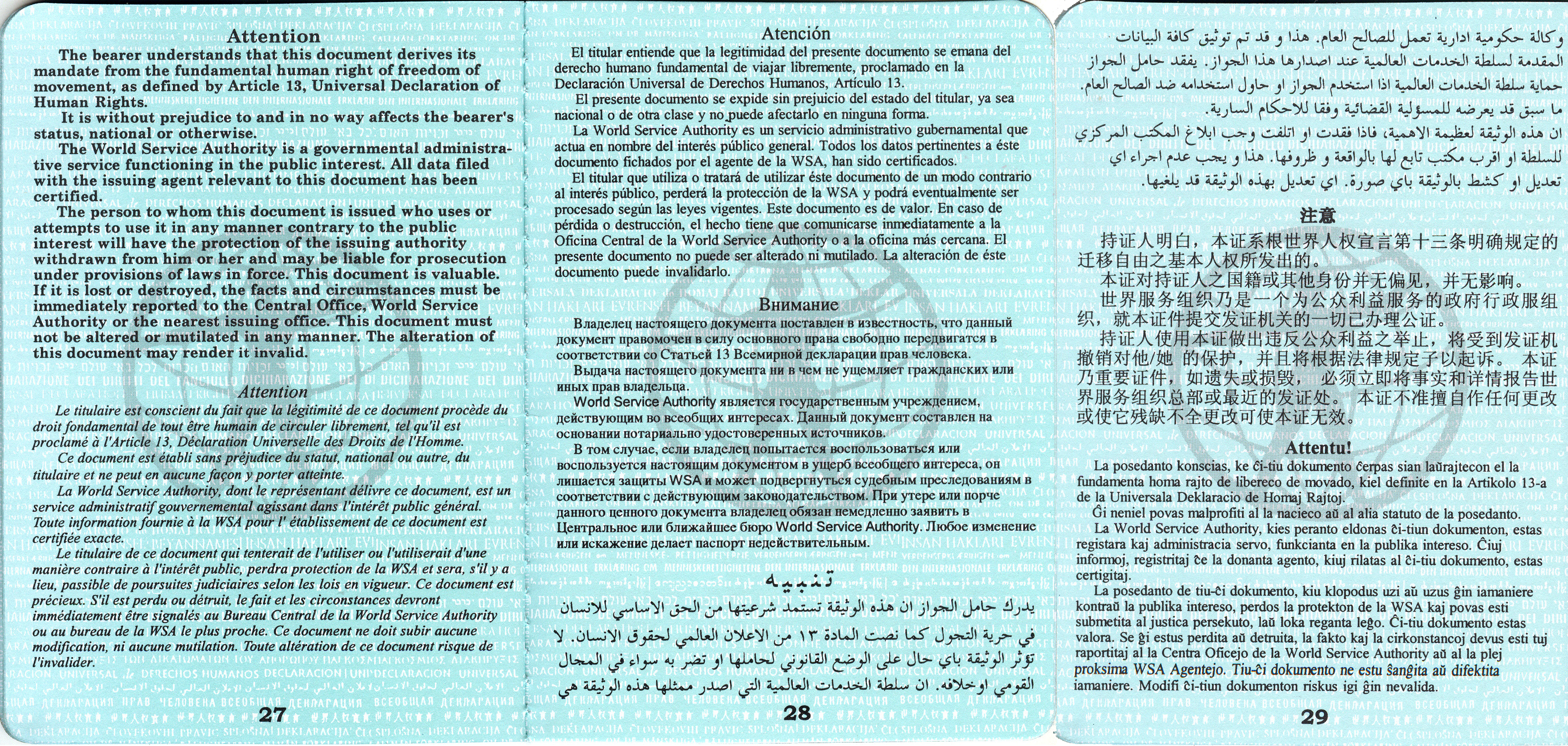
Atención.

## Como documento de viaje
| País o territorio   | Estatus                                           |
| ------------------- | ------------------------------------------------- |
| Bielorrusia         | No aceptado                                       |
| Burkina Faso        | La WSA afirma aceptación, puede ya no ser válida. |
| Canadá              | No aceptado                                       |
| Ecuador             | La WSA afirma aceptación                          |
| Unión Europea       | No aceptado                                       |
| Ciudad del Vaticano | Apoya                                             |
| Japón               | No aceptado                                       |
| Macao               | No aceptado                                       |
| Mauritania          | La WSA afirma aceptación                          |
| Nueva Zelanda       | No aceptado                                       |
| Rusia               | No aceptado                                       |
| Tanzania            | La WSA afirma aceptación                          |
| Togo                | La WSA afirma aceptación                          |
| Estados Unidos      | No aceptado                                       |
| Ucrania             | No aceptado                                       |
| Zambia              | La WSA afirma aceptación, puede ya no ser válida. |

Listado de países que al menos una vez han aceptado el pasaporte mundial estampando una visa o sello de entrada al país
Afganistán: 1 , 2 , 3
Albania: 1
Argelia: 1
Samoa Americana: 1 , 2 , 3
Angola: 1 , 2
Anguila: 1 , 2 , 3 , 4
Antigua y Barbuda: 1 , 2 , 3 , 4 , 5 , 6 , 7 , 8 , 9 , 10 , 11
Argentina: 1 , 2 , 3
Armenia: 1 , 2
Aruba: 1
Australia: 1 , 2 , 3
Austria: 1
Bahamas: 1 , 2 , 3 , 4 , 5 , 6 , 7 , 8 , 9 , 10 , 11
Baréin: 1 , 2
Bangladés: 1
Barbados: 1 , 2 , 3 , 4 , 5 , 6 , 7
Bielorrusia: 1
Bélgica: 1
Belice: 1
Benín: 1 , 2 , 3 , 4 , 5 , 6 , 7 , 8 , 9 , 10 , 11
Bermudas: 1
Bután: 1
Bolivia: 1 , 2
Bonaire: 1 , 2 , 3 , 4
Botsuana: 1
Brasil: 1 , 2 , 3 , 4
Islas Vírgenes Británicas: 1 , 2 , 3
Bulgaria: 1 , 2 , 3
BURKINA FASO : 1 , 2 , 3 , 4 , 5 , 6 , 7 , 8 , 9
Burundi: 1 , 2
Camboya: 1 , 2 , 3 , 4 , 5
Camerún: 1 , 2 , 3 , 4 , 5 , 6
Canadá: 1 , 2 , 3 , 4 , 5
Cabo Verde: 1
Islas Caimán: 1 , 2
República Centroafricana: 1 , 2
Chad: 1 , 2 , 3 , 4
Chile: 1 , 2 , 3 , 4
China: 1
Colombia: 1
Congo (República del): 1 , 2 , 3 , 4
Congo (República Democrática del): 1 , 2 , 3
Costa Rica: 1 , 2 , 3 , 4 , 5
Costa de Marfil: 1 , 2 , 3 , 4 , 5 , 6
Croacia: 1
Cuba: 1 , 2
Curazao: 1 , 2 , 3
Chipre: 1
Checoslovaquia: 1 , 2
Dinamarca: 1
Yibuti: 1 , 2
República Dominicana: 1 , 2 , 3 , 4 , 5 , 6 , 7 , 8 , 9 , 10 , 11 , 12 , 13
ECUADOR : 1 , 2 , 3 , 4 , 5 , 6 , 7
Egipto: 1 , 2 , 3 , 4
El Salvador: 1
Guinea Ecuatorial: 1 , 2
Estonia: 1 , 2
Etiopía: 1
Fiyi: 1 , 2 , 3
Francia: 1 , 2 , 3 , 4
Guayana Francesa: 1 , 2
Polinesia Francesa: 1 , 2
Gabón: 1 , 2 , 3 , 4
Gambia: 1 , 2 , 3 , 4
Georgia: 1
Alemania: 1 , 2
Ghana: 1 , 2 , 3
Gibraltar: 1
Grecia: 1 , 2
Granada: 1 , 2
Guadalupe: 1
Guatemala: 1 , 2 , 3 , 4 , 5
Guinea: 1 , 2 , 3 , 4 , 5 , 6 , 7 , 8 , 9
Guinea Bissau: 1 , 2
Guyana: 1 , 2 , 3
Haití: 1
Honduras: 1 , 2 , 3, 4
Hong Kong: 1
Hungría: 1 , 2 , 3
Islandia: 1 , 2 , 3
India: 1 , 2 , 3 , 4 , 5
Indonesia: 1 , 2 , 3
Irán: 1 , 2
Irak: 1
Irlanda: 1
Israel: 1 , 2
Italia: 1 , 2 , 3 , 4
Jamaica: 1 , 2 , 3 , 4 , 5 , 6
Japón: 1 , 2 , 3 , 4
Jordania: 1 , 2
Kazajistán: 1 , 2
Kenia: 1
Corea: 1
República Kirguisa: 1
Laos: 1 , 2 , 3 , 4 , 5 , 6
Letonia: 1 , 2
Líbano: 1
Lesoto: 1
Liberia: 1 , 2
Lituania: 1 , 2
Luxemburgo: 1 , 2
MAURITANIA : 1 , 2 , 3
Macao: 1 , 2
Madagascar: 1
Malaui: 1
Malasia: 1 , 2 , 3
Maldivas: 1
Malí: 1 , 2 , 3 , 4 , 5
Malta: 1 , 2
Islas Marshall: 1
Martinica: 1
Mauricio: 1
México: 1 , 2 , 3 , 4 , 5 , 6 , 7 , 8 , 9
Micronesia: 1
Moldavia:
Mónaco: 1
Marruecos: 1
Mozambique: 1 , 2 , 3
Birmania: 1 , 2
Namibia: 1 , 2
Nepal: 1 , 2 , 3 , 4 , 5
Países Bajos: 1 , 2 , 3
Nueva Caledonia: 1 , 2
Nueva Zelanda: 1
Nicaragua: 1 , 2 , 3 , 4
Níger: 1 , 2
Nigeria: 1 , 2 , 3 , 4 , 5 , 6 , 7 , 8
Noruega: 1
Pakistán: 1 , 2
Palaos: 1
Panamá: 1 , 2 , 3 , 4 , 5 , 6 , 7 , 8 , 9 , 10 , 11
Papúa Nueva Guinea: 1 , 2 , 3
Paraguay: 1
Perú: 1 , 2
Filipinas: 1 , 2 , 3 , 4 , 5 , 6 , 7
Polonia: 1
Portugal: 1
Catar: 1
Rumania: 1 , 2
Rusia: 1 , 2
Ruanda: 1
San Marino: 1
Santo Tomé y Príncipe: 1 , 2
Arabia Saudita: 1 , 2
Senegal: 1 , 2 , 3 , 4 , 5 , 6
Sierra Leona: 1 , 2 , 3 , 4
Singapur: 1 , 2 , 3
Somalia: 1
Somalilandia: 1
Sudáfrica: 1 , 2 , 3 , 4 , 5 , 6 , 7 , 8 , 9 , 10 , 11
Sudán del Sur: 1
España: 1 , 2
Sri Lanka: 1 , 2
San Cristóbal y Nieves: 1 , 2 , 3 , 4 , 5 , 6 , 7 , 8 , 9
Santa Lucía: 1 , 2
San Martín: 1 , 2 , 3 , 4 , 5
San Vicente y las Granadinas: 1
Sudán: 1
Surinam: 1 , 2
Suazilandia: 1 , 2 , 3 , 4 , 5
Suecia: 1 , 2
Suiza: 1
Siria: 1 , 2
Taiwán: 1 , 2 , 3 , 4 , 5 , 6 , 7
Tayikistán: 1
TANZANIA : 1 , 2 , 3 , 4 , 5
Tenerife: 1
Tailandia: 1 , 2 , 3 , 4
TOGO : 1 , 2 , 3 , 4 , 5 , 6 , 7 , 8 , 9 , 10
Tonga: 1
Túnez: 1
Turquía: 1 , 2 , 3
Turkmenistán: 1 , 2
Islas Turcas y Caicos: 1 , 2 , 3
Uganda: 1 , 2 , 3 , 4
Ucrania: 1 , 2 , 3
Emiratos Árabes Unidos: 1 , 2
Reino Unido: 1 , 2
Estados Unidos de América: 1 , 2 , 3 , 4 , 5 , 6 , 7 , 8 , 9 , 10 , 11 , 12 , 13 , 14 , 15 , 16 , 17 , 18 , 19 , 20
Uruguay: 1
Uzbekistán: 1
Vanuatu: 1 , 2
Ciudad del Vaticano: 1
Venezuela: 1 , 2 , 3 , 4
Vietnam: 1
Yemen: 1
Yugoslavia: 1 , 2
Zambia : 1 , 2 , 3 , 4 , 5
Zimbabue: 1 , 2 , 3

### Aceptaciones notables
El sitio web de la WSA afirma que en más de 180 países algunos pasaportes mundiales han sido aceptados en ocasiones en las cuales se ha estudiado caso a caso la validez del documento (i.e. han sido estampados con un visado nacional o sello de entrada o salida) , además varios países han acordado el reconocimiento legal del documento. La WSA tiene escaneos de cartas de seis países (Burkina Faso, Ecuador, Mauritania, Tanzania, Togo y Zambia) otorgando reconocimiento legal a los pasaportes mundiales. Estas cartas de reconocimiento son de hace varias décadas (p. ej. 1954 para Ecuador, 1972 para Burkina Faso) y existe la duda razonable sobre su validez presente y si serían aceptados en la actualidad
Lista de países que alguna vez an puesto un visado o sello de entrada 

Declaración de la WSA:Aunque el Pasaporte Mundial ha sido reconocido por la mayoría de los países anteriormente, NO hay garantía de que será reconocido ahora o en sus circunstancias particulares. No queremos que nadie tenga la falsa expectativa de que sus derechos siempre serán respetados al reclamarlos con el Pasaporte Mundial. Generalmente, cuando intenta usar el pasaporte, debe solicitar una visa de viaje antes de viajar; sin una visa ya estampada en su pasaporte, la aerolínea, el aeropuerto, la inmigración o los funcionarios fronterizos podrían violar sus derechos de manera arbitraria, subjetiva y discriminatoria. Los países más ricos, especialmente los de América del Norte y Europa Occidental, son los más restrictivos y muy probablemente rechazarán su reclamo de su derecho a viajar, en violación de sus obligaciones de derechos humanos. El pasaporte es mejor reconocido en África, Asia, América Latina, el Caribe, Europa del Este y Medio Oriente un

### Rechazos notables
Muchos países y territorios han declarado que no reconocen el pasaporte mundial debido a que no es emitido por una autoridad estatal competente, sino por una organización privada, y por lo tanto no se ajusta a la definición de un pasaporte. Como resultado, viajar por medio de un pasaporte mundial nunca ha sido fácil; en 1975, el propio Garry Davis ya había sido encarcelado 20 veces por sus intentos de cruzar fronteras internacionales utilizando solamente su pasaporte mundial.

## Como declaración moral y política
Dejando de lado su aceptación o rechazo internacional, un viajero puede obtener un pasaporte mundial para demostrar su apoyo moral al derecho inalienable de viajar bajo la Declaración Universal de los Derechos Humanos. Un número de ciudadanos rusos ha obtenido el pasaporte mundial como forma de protesta contra la "cinta roja" impuesta por el gobierno ruso a sus propios ciudadanos que quieren viajar al extranjero.

## Lista de titulares de un pasaporte mundial
Esta es una lista de personas destacadas a las que les han sido emitido pasaportes mundiales. Algunos han pedido ellos mismos el pasaporte, mientras que en otros casos el documento ha sido emitido por iniciativa propia de la WSA.
- Triston Jay Amero, hombre estadounidense que hizo explotar bombas en un hotel en Bolivia[24]

- Doug Casey, inversor americano; recibió su pasaporte de Garry Davis en la década de 1970, y afirma haberlo utilizado para viajar a Islandia, Polinesia Francesa, Honduras, Costa Rica, y Perú[30]

- Garry Davis, fundador de la WSA; portador del pasaporte mundial No.1, originalmente emitido en 1954[31][32]

- Shani Davis, patinador estadounidense, campeón mundial y olímpico[33]

- Jawaharlal Nehru, primer ministro indio.[34]

- Kenneth O'Keefe, activista de paz americana; Infructuosamente intentó utilizar su pasaporte mundial para viajar a Irak en 2003[35]

- Joel Slater, hombre de Iowa que renunció a la ciudadanía estadounidense en Australia en 1987 y se convertía así en apátrida[36]

- William Worthy, periodista estadounidense ; Le fue emitido un pasaporte mundial en 1957 mientras se encontraba en China[37]

- Vytautas Landsbergis, primer presidente lituano presidente después de la era soviética, recibió su pasaporte mundial de Garry Davis en 1990[38]

- Dwight D. Eisenhower, 34.º presidente de EE. UU., fue la primera persona en recibir un pasaporte mundial honorífico, y la segunda persona a la que le fue emitido uno. Garry Davis le envió el pasaporte en 1954[39]

- Edward Snowden, extrabajador de la CIA, el cual filtró detalles de varios programas de vigilancia estadounidenses y británicos a la prensa; le fue emitido un pasaporte mundial por la WSA mientras se encontraba atrapado en el aeropuerto internacional de Moscú.[40][41]

- Julian Assange, fundador de WikiLeaks, le fue enviado un pasaporte honorífico por Garry Davis mientras se encontraba en la embajada ecuatoriana de Londres en 2012[42]

- Buckminster Fuller, arquitecto, teórico de sistemas, futurista y diseñador del domo geodésico, recibió un pasaporte mundial de Garry Davis durante una conferencia en Filadelfia en 1956[43]